# Offside (manga)
Offside  (オフサイド Offside?, literalmente "Fuera de juego") es una serie de anime. Esta serie posee 39 capítulos de 25 minutos cada uno. También se ha publicado una serie de manga. La autora de la serie es Natsuko Heiuchi.

## Argumento
Offside cuenta la historia de Goro Kumagaya, un chico que siempre ha jugado al fútbol de portero pero que formaba parte de un equipo muy malo que nunca ha ganado ningún partido. Nagisa Ito es la amiga de toda la vida de Goro y es quien narra toda la historia. Antes de pasar al instituto, juega su último partido contra un equipo del que forman parte Hideki Yakumaru y Shingo Sato y consiguen la victoria. El deseo de Goro es unirse al instituto Yokonan cuyo equipo de fútbol es el mejor del país pero necesita hacer un examen de acceso. Un desgraciado accidente hace que no pueda llegar a hacer el examen y acaba entrando en el instituto Kawako. Este instituto tiene también un equipo de fútbol pero es tan malo que sólo puede jugar contra el quinto equipo del Yokonan. En el Kawako entran también Hideki y Shingo que se unirán al equipo de fútbol y se convertirán en grandes amigos de Goro. Juegan su primer partido contra el quinto equipo del Yokonan y ganan. En el siguiente partido conocerán a   	Takeshi Kayano, estrella del Yokonan, y que se convertirán en uno de sus grandes rivales a lo largo de toda la serie.
La serie cuenta cómo Goro pasa de jugar de portero a hacerlo en el medio campo y cómo consigue convertir al Kawako en el mejor equipo del país convirtiéndose él mismo en el mejor jugador de Japón. Vienen a verle jugar del extranjero y la serie acaba cuando acaba el instituto y es fichado por un equipo italiano.
La serie tiene también su parte romántica ya que Nagisa está enamorada de Goro pero éste al principio la ve sólo como su amiga de la infancia. Además a Nagisa le aparece una rival, Yukiko Oda que es la hermana del primer capitán del Kawako y mánager del equipo, que se enamora de Goro. Ambas se hacen muy amigas.

## Listado de episodios de España
| Número | Título en español                               | Fecha de emisión     |
| ------ | ----------------------------------------------- | -------------------- |
| 1      | LOS COMIENZOS                                   | 14 de abril de 2007  |
| 2      | GORO LOGRA PARAR CIEN PENALTIS                  | 15 de abril de 2007  |
| 3      | EL PRIMER PARTIDO ENTRE RIVALES                 | 21 de abril de 2007  |
| 4      | LA VUELTA CLASIFICATORIA                        | 22 de abril de 2007  |
| 5      | COMPAÑEROS DE EQUIPO                            | 28 de abril de 2007  |
| 6      | LOS DOS ULTIMOS MINUTOS                         | 29 de abril de 2007  |
| 7      | HA NACIDO UNA ESTRELLA                          | 5 de mayo de 2007    |
| 8      | EMPIEZA EL CAMPEONATO DE INVIERNO               | 6 de mayo de 2007    |
| 9      | KAWAKO CONTRA YOKONAN                           | 12 de mayo de 2007   |
| 10     | EL ÚLTIMO PARTIDO DE KAZUHITO ODA               | 13 de mayo de 2007   |
| 11     | EL CAPITÁN, GORO                                | 19 de mayo de 2007   |
| 12     | EL INSTITUTO KAWAKO CONTRA EL INSTITUTO SHIZUKO | 20 de mayo de 2007   |
| 13     | HASTA EL ÚLTIMO SEGUNDO                         | 26 de mayo de 2007   |
| 14     | DESTINADOS A SER RIVALES                        | 27 de mayo de 2007   |
| 15     | LOS RESULTADOS DE UN ENTRENAMIENTO ESPECIAL     | 2 de junio de 2007   |
| 16     | EL ORGULLO DE UNA ESTRELLA                      | 3 de junio de 2007   |
| 17     | KAYANO CONTRA GORO                              | 9 de junio de 2007   |
| 18     | LANZAMIENTO DE PENALTIS BAJO LA LLUVIA          | 10 de junio de 2007  |
| 19     | UN PARTIDO CONTRA UN EQUIPO DE GIGANTES         | 16 de junio de 2007  |
| 20     | NUNCA HAY QUE RENDIRSE                          | 17 de junio de 2007  |
| 21     | JUGADA DE CAMPEONES                             | 23 de junio de 2007  |
| 22     | UNA JUGADA MARAVILLOSA                          | 24 de junio de 2007  |
| 23     | UN PARTIDO PREOCUPANTE                          | 30 de junio de 2007  |
| 24     | LA SELECCIÓN NACIONAL SUB-20                    | 1 de julio de 2007   |
| 25     | ENCUENTRO EN MILAN                              | 7 de julio de 2007   |
| 26     | EL PARTIDO CONTRA FRANCIA                       | 8 de julio de 2007   |
| 27     | UN DÍA MUY TRISTE                               | 14 de julio de 2007  |
| 28     | UNA CUESTIÓN DE ORGULLO                         | 15 de julio de 2007  |
| 29     | DESCONFIANZA EN LOS COMPAÑEROS DE EQUIPO        | 21 de julio de 2007  |
| 30     | UN GRAN CAMPEÓN                                 | 22 de julio de 2007  |
| 31     | EL NUEVO EQUIPO                                 | 28 de julio de 2007  |
| 32     | POR CULPA DE UNA MONEDA                         | 29 de julio de 2007  |
| 33     | ENTRENAMIENTO FÍSICO                            | 4 de agosto de 2007  |
| 34     | EL DESAFÍO DEL SEGUNDO CAMPEONATO               | 5 de agosto de 2007  |
| 35     | EL ÚLTIMO PARTIDO CONTRA EL BUSOU               | 11 de agosto de 2007 |
| 36     | COMPAÑEROS DE EQUIPO                            | 12 de agosto de 2007 |
| 37     | UN DUELO ENTRE ESTRELLAS                        | 18 de agosto de 2007 |
| 38     | HACIA LA VICTORIA                               | 19 de agosto de 2007 |
| 39     | KAWAKO PARA SIEMPRE                             | 25 de agosto de 2007 |

- Datos: Q702688